# 氹仔碼頭站
氹仔碼頭站（葡萄牙語：Estação do Terminal Marítimo da Taipa）是澳門輕軌氹仔線的終點站，位於氹仔北安大馬路。本站為高架車站，2015年底平頂。受輕軌車廠工程嚴重延誤影響，本站延至2019年12月10日投入服務。由車站步行只需兩分鐘到達氹仔客運碼頭、五分鐘至北安出入境事務大樓。車站編號為ST23。

## 車站結構

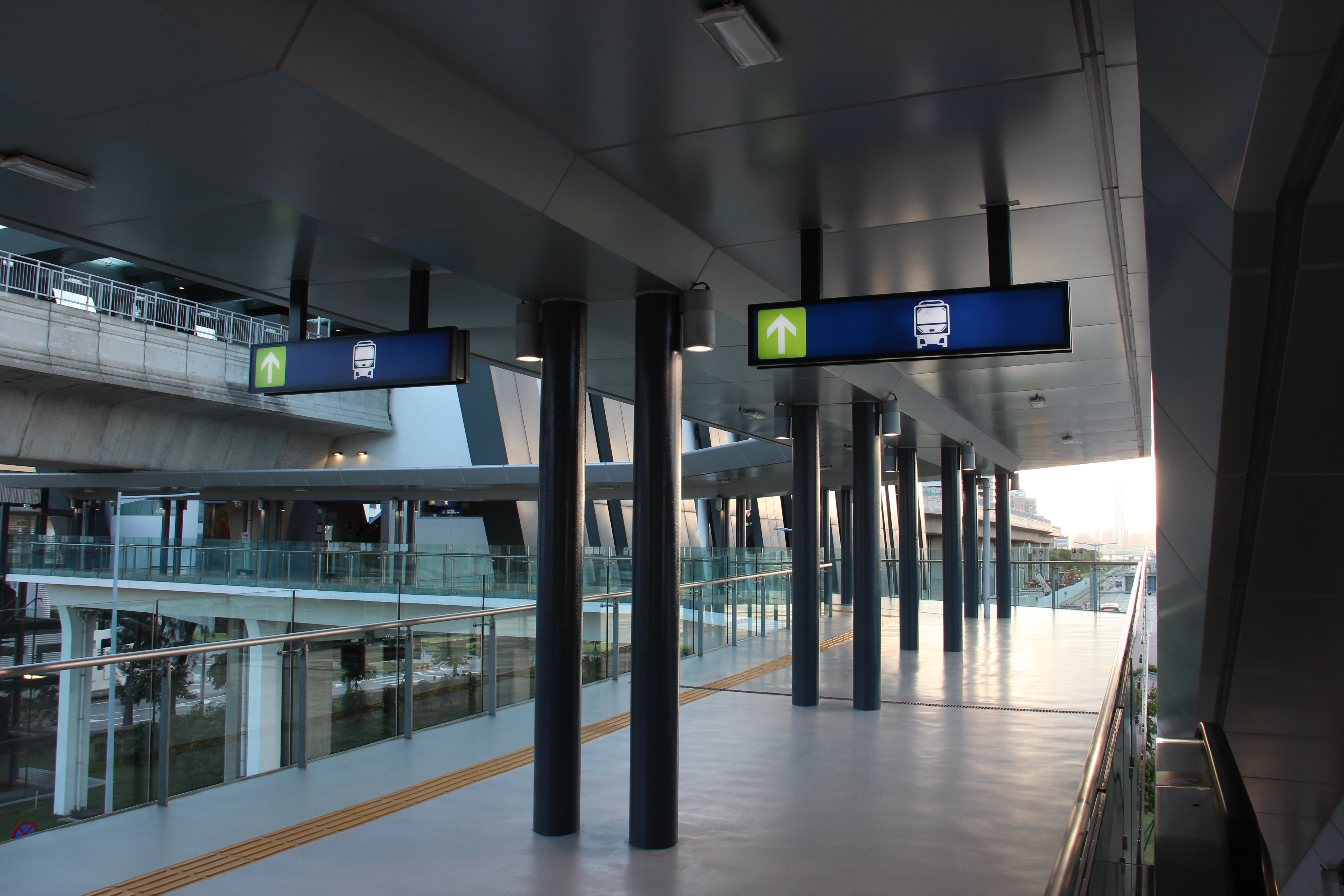
入站天橋

### 車站樓層
| 地上二層          | 月台                         | \| 側式 · 開左邊车门 \| \| \| \| \| \| \| \| 氹仔線落客 \| 1 \| \| \| \| 2 \| 氹仔線往媽閣（機場） \| \| \| \| 側式 · 開左邊车门 \| \| \| \| \| |   |  |
| 地上一層          | 大堂                         | 客務中心、自動售票機、洗手間 |   |  |
| 地上一層          | 通過行人天橋前往氹仔客運碼頭 | |   |  |
| 地面              | 出入口                       | |   |  |
| 側式 · 開左邊车门 |                              | |   |  |
|                   |                              | 氹仔線落客 | 1 |  |
|                   | 2                            | 氹仔線往媽閣（機場） |   |  |
| 側式 · 開左邊车门 |                              | |   |  |

### 出入口
| 編號              | 指示方向     | 圖片 | 附近目的地 |
| ----------------- | ------------ | ---- | --- |
| A                 | 氹仔客運碼頭 |      | 氹仔客運碼頭 治安警察局出入境事務大樓 治安警察局機場警務處 澳門垃圾焚化中心 氹仔污水處理廠 巴士站 的士站 停車場 |
| 註： 設有 \| 設有 |              |      | |

## 車站周邊
半徑500米，由近至遠的公共設施及商業建築：
- 乘風展翅
- 氹仔客運碼頭
- 澳門清潔專營有限公司
- 治安警察局出入境事務大樓
- 澳門垃圾焚化中心
- 澳門特殊和危險廢棄物處理站
- 氹仔污水處理廠

## 接駁交通

### 巴士
T345 氹仔客運碼頭（Terminal Marítimo de Passageiros da Taipa）
路線：26、36、51A、103X、AP1、MT1、MT4、N2

## 歷史

### 氹仔線
本站原稱北安碼頭站（葡萄牙語：Estação Terminal Marítimo de Pac On）。
2011年11月9日，「C370-輕軌一期氹仔口岸段建造工程」公開招標競投。承攬項目為輕軌一期氹仔口岸段建造工程，即由體育館大馬路的尾段至北安大馬路之間的一段輕軌高架行車天橋及車站。施工地點由體育館大馬路尾段起，至北安大馬路北面的發展區域，及前往出入境事務大樓的臨時圓形地等地段之間的輕軌高架行車天橋，以及包括興建本站，工程最長施工期為1044天。
2012年6月13日，輕軌一期「路氹城段建造工程」及「氹仔口岸段建造工程」舉行動土儀式，象徵輕軌一期氹仔段全線動工。
2014年，本站主體結構開始建設，到了2014年9月，此車站已經完成月台層的建設，據運輸基建辦公室介紹，本站將會是澳門輕軌氹仔線第一個完工的車站。而本站同時作為氹仔線終點站，在本站北端設置道岔作為列車調頭路段，同時供列車暫時停泊之用。
2014年12月，本站兩層結構基本完成，形成首個輕軌車站雛形。樁基施工陸續完成，上部建設已全面鋪開，包括高架橋橋墩、吊裝預製件及車站。
2015年12月15日，澳門輕軌C370標段氹仔尾段高架橋完成合攏作業。標段內包含三個區間段的高架橋及兩個車站的施工作業，其中氹仔調頭段是供輕軌列車掉頭及暫時停泊的迴轉路段。
2015年12月28日，本站展開車站票務大廳及月台兩層混凝土結構的建造，以及安裝樓頂的鋼結構等。已基本完成外部結構及頂層天面的施工，在施工棚架逐步移除後，車站外觀已清晰可見。
2016年8月30日，中交四航局第一工程局有限公司宣佈ST23車站（即本站）於8月25日完成了ST23車站的驗收工作，標誌著澳門輕軌氹仔段首個車站正式通過驗收。
2019年12月10日，本站正式投入運作。氹仔線首班列車於當天15:33由本站開出。

## 未來發展

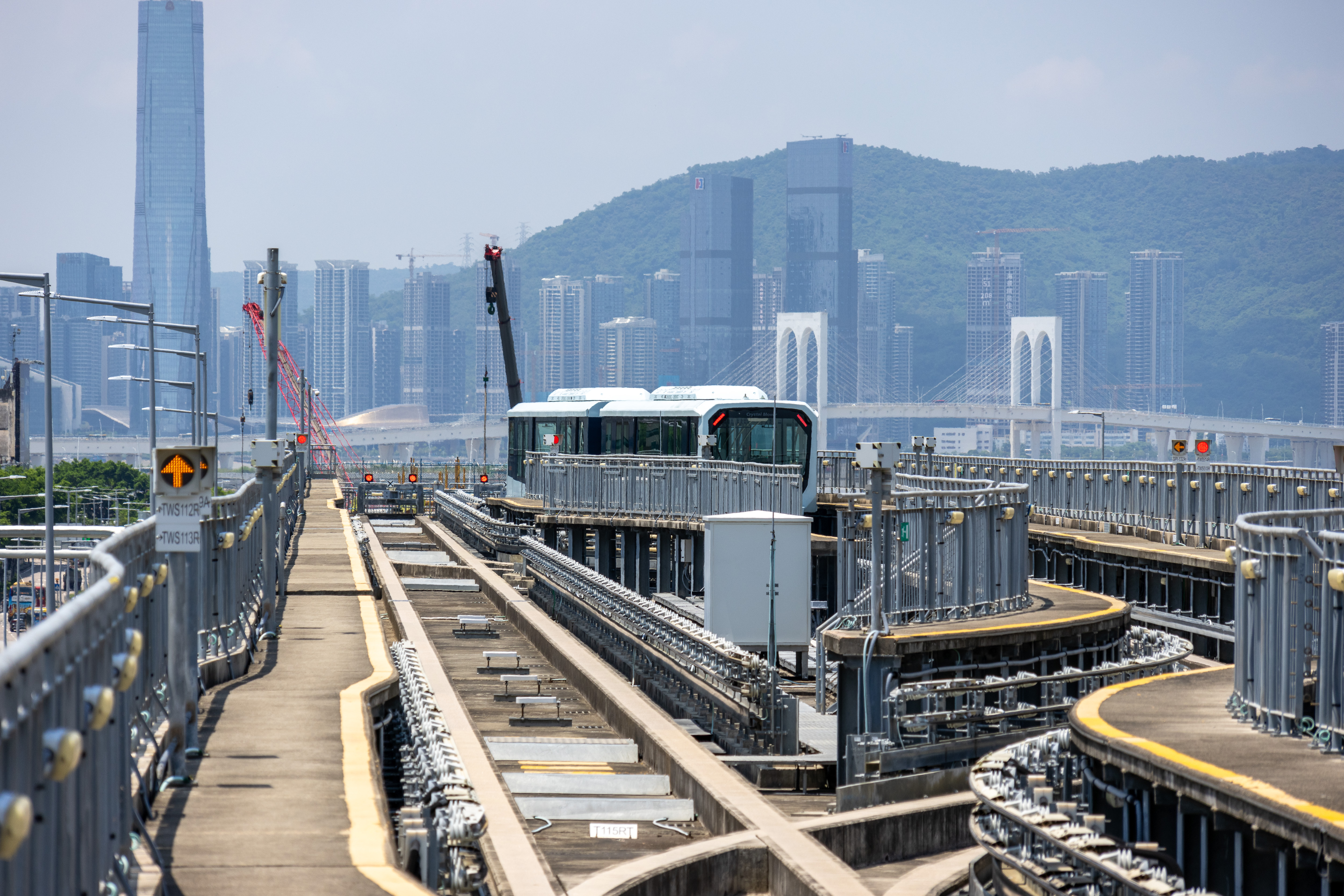
氹仔碼頭站路軌末端，可見前方的輕軌東線工程

### 東線
輕軌東線從本站起延伸，經新城E區、新城A區、黑沙環東北抵達關閘，並計劃延伸至青茂口岸。在完工後兩線將會直通運行，而本站會成為一個轉車站。

## 工程相片

### 站体

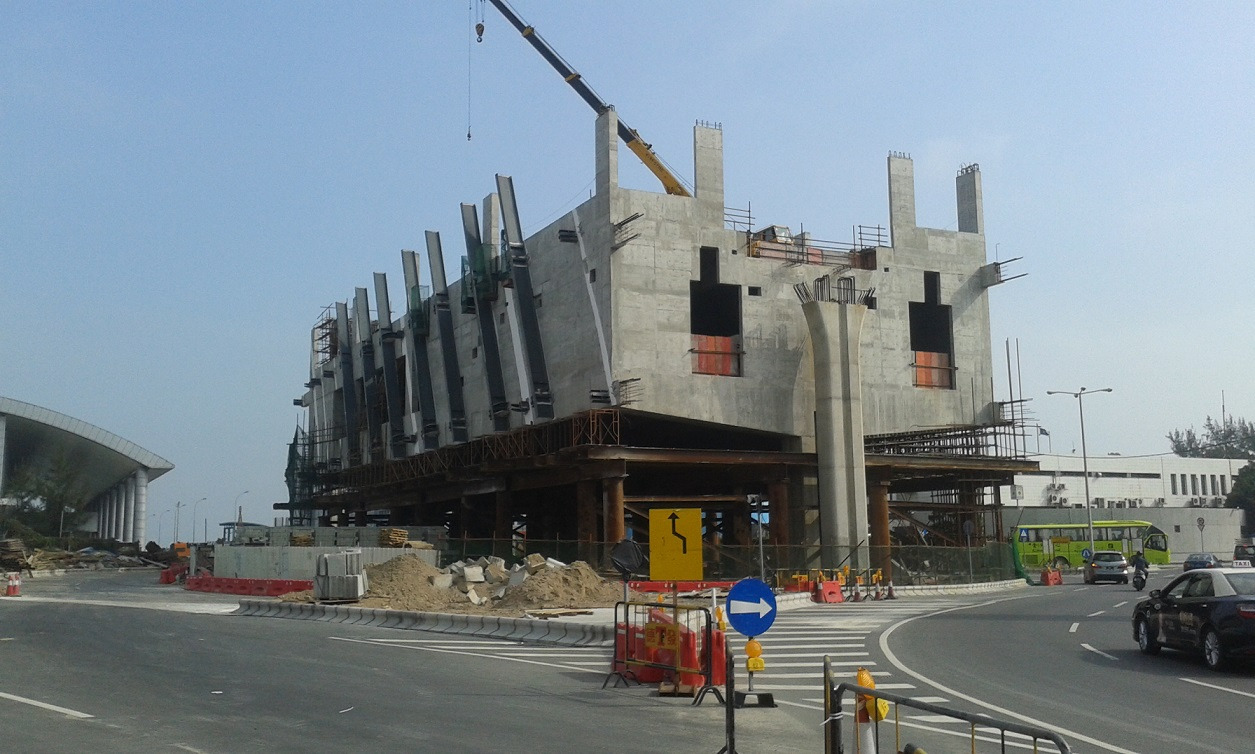
2015年2月
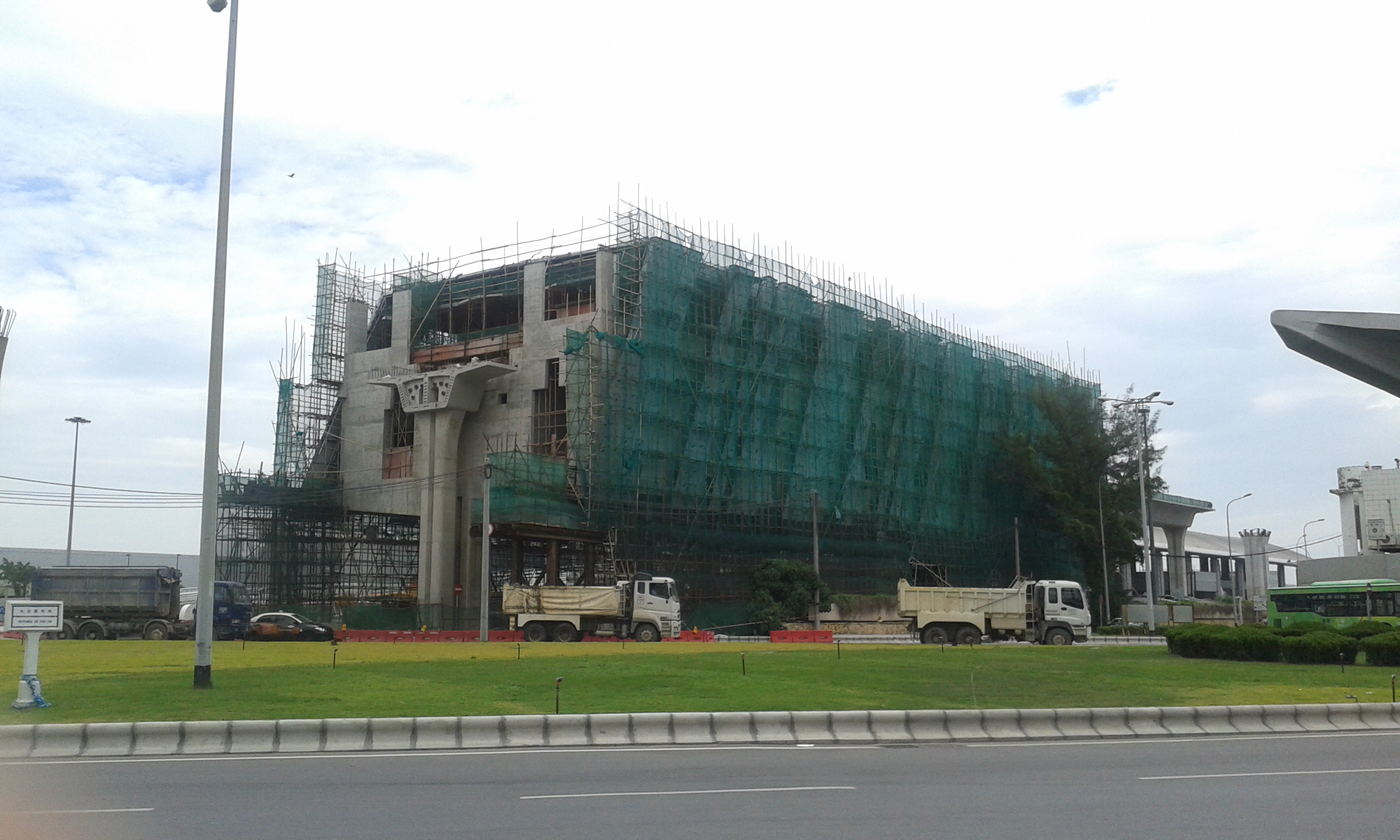
2015年7月
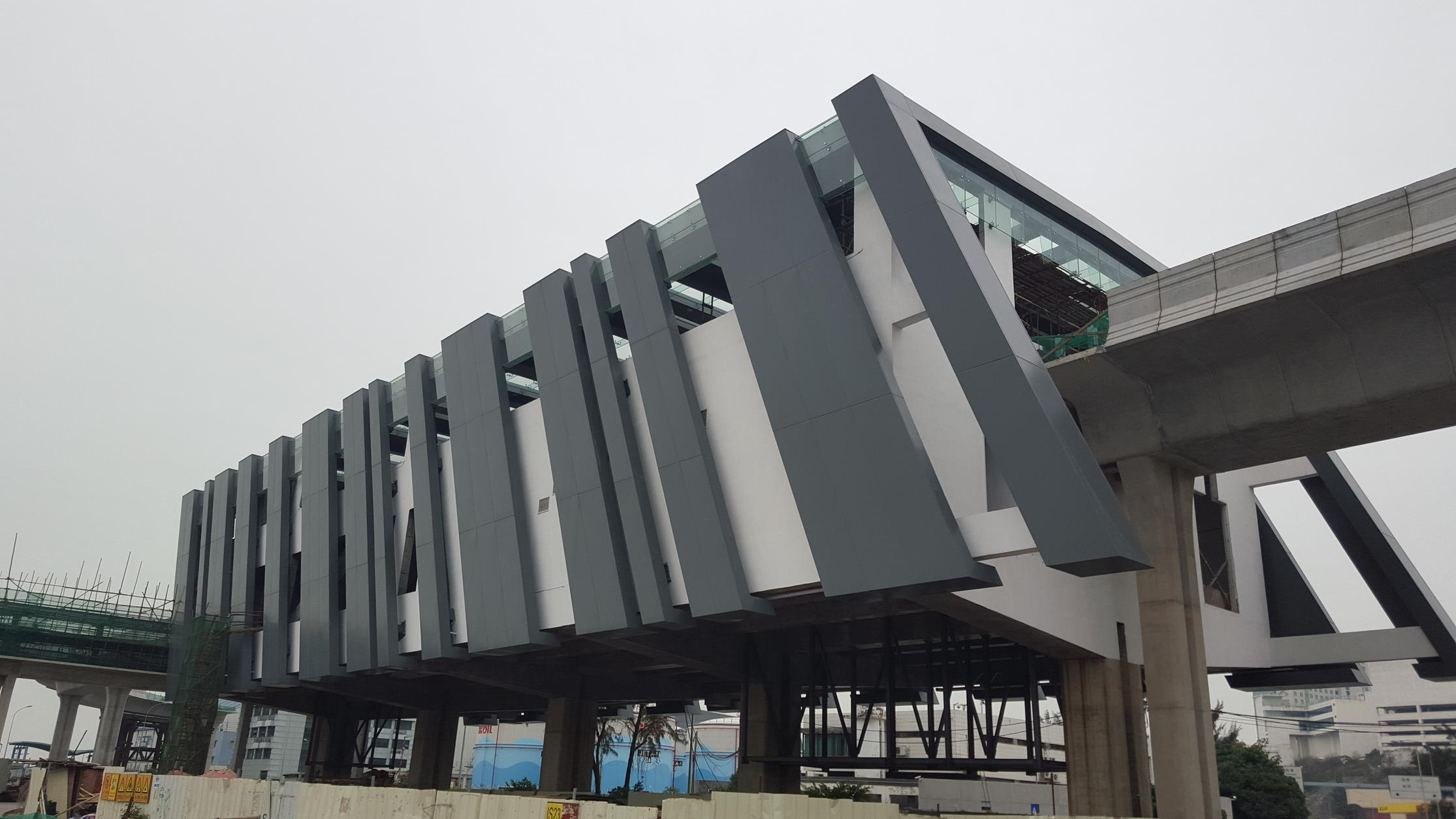
2016年2月
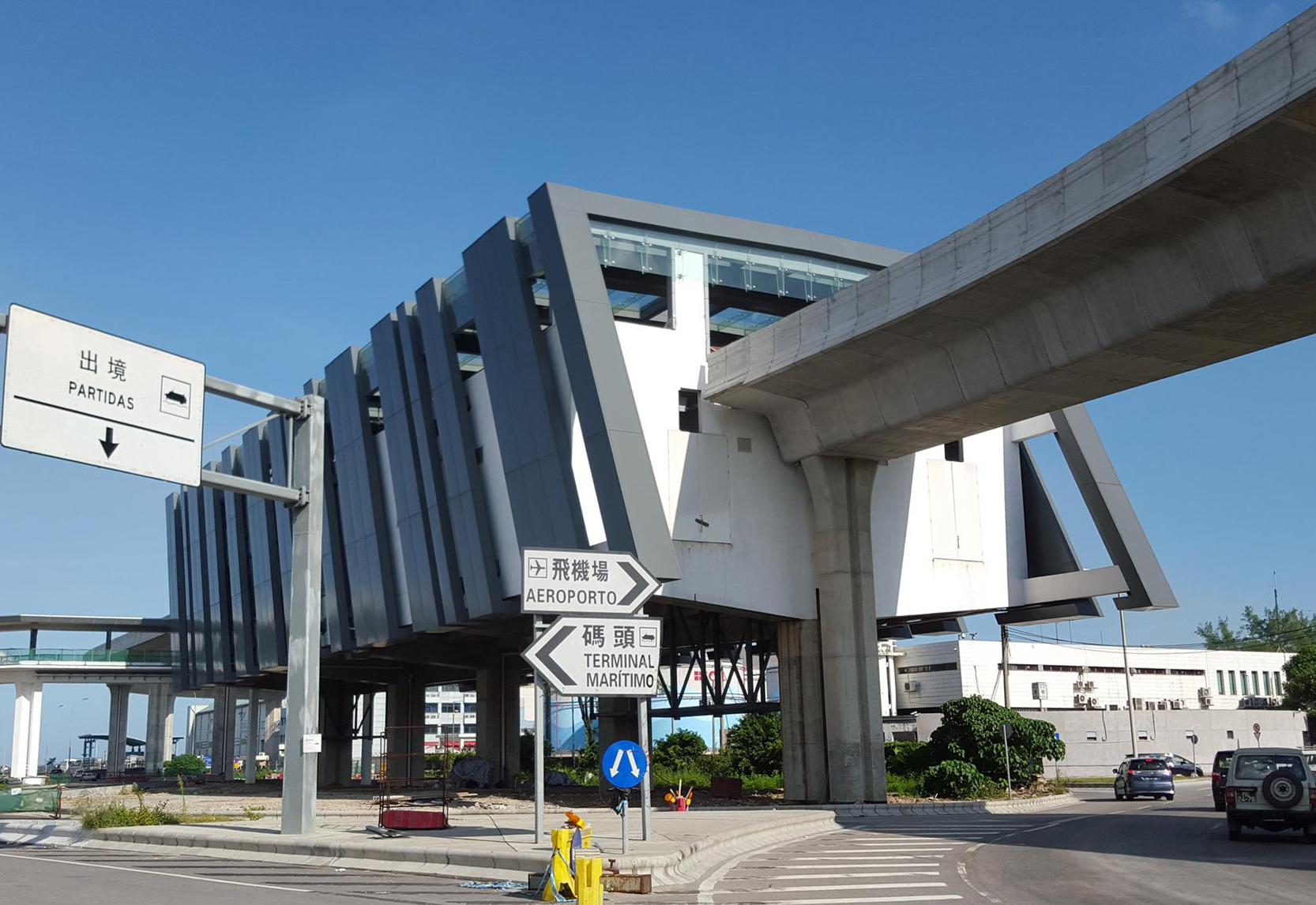
2016年8月

### 票務層

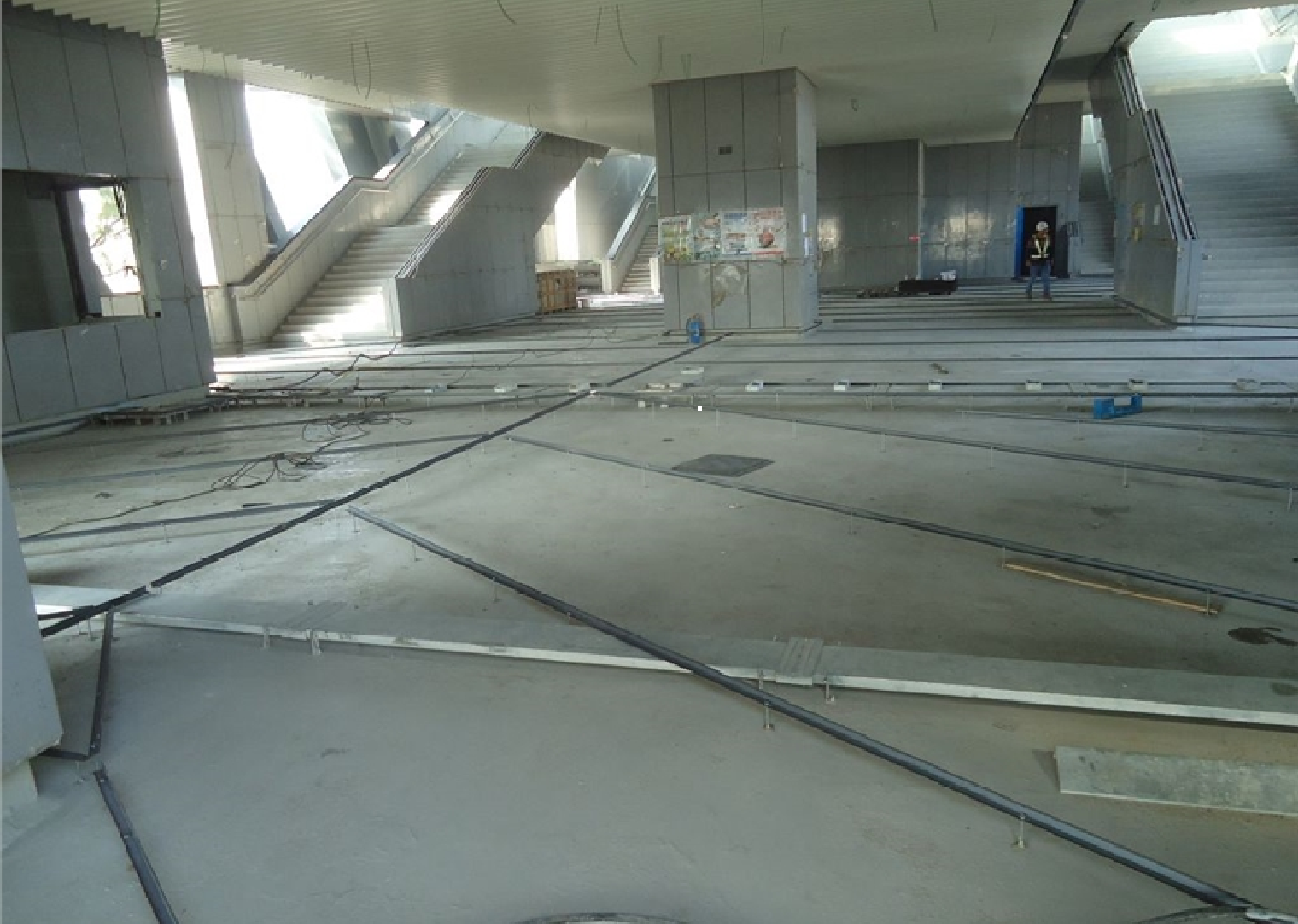
2017年1月

### 月台層

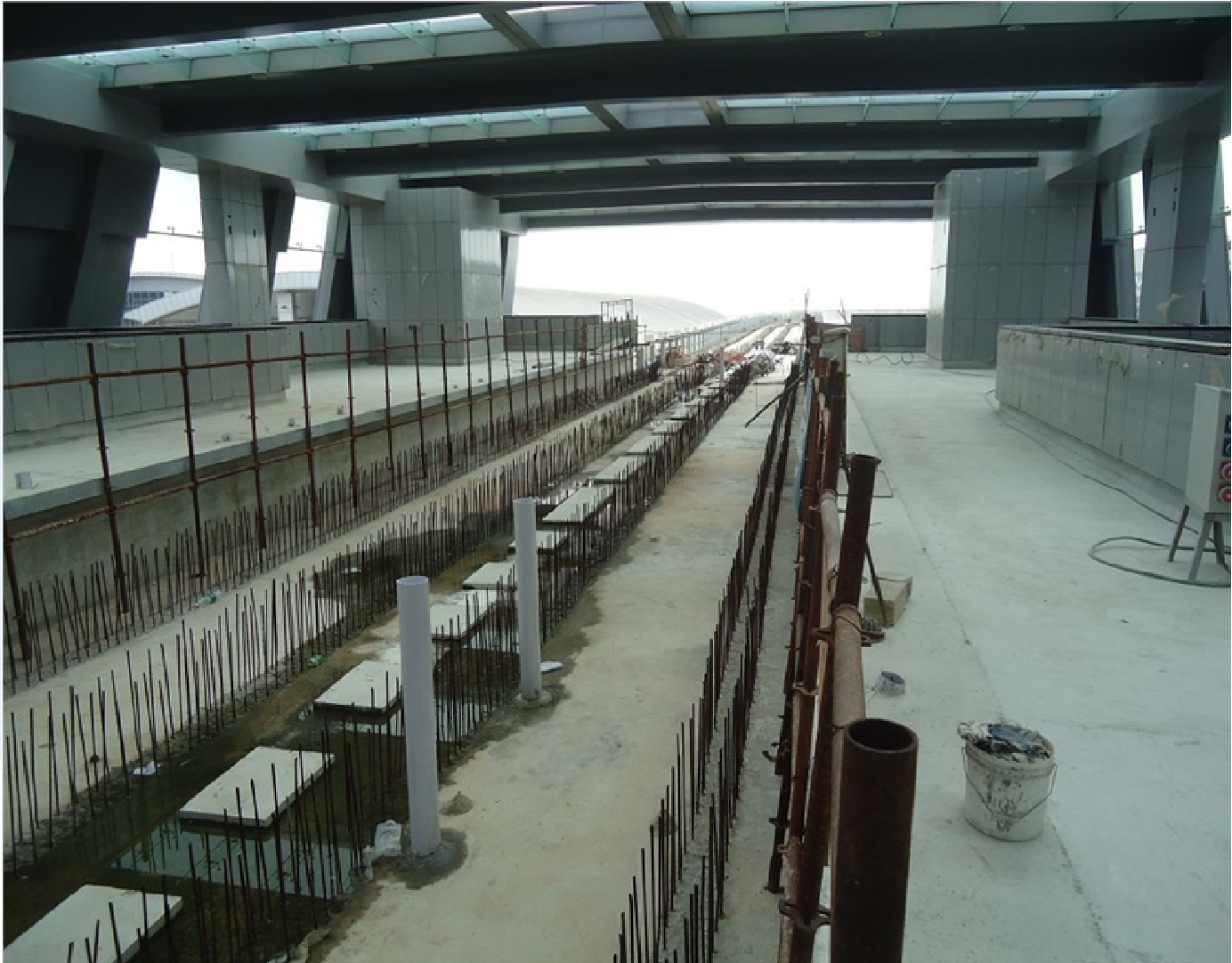
2016年10月

## 外部連結
- 澳門輕軌股份有限公司官方網站 （页面存档备份，存于）